# Kammerchor Rhein Erft
Der Kammerchor Rhein Erft ist ein 1980 gegründeter gemischter Chor in der nordrhein-westfälischen Kreisstadt Bergheim in der Trägerschaft des Kirchengemeindeverbandes Bergheim/Erft. Er wird seit 1984 vom Pädagogen, Konzertsänger und Chorleiter Norbert Keßler geleitet.

## Geschichte
Der Chor wurde von seinem jetzigen Leiter 1980 als Kirchenchor St. Gereon Bergheim-Zieverich an der gleichnamigen Filialkirche in der Pfarrgemeinde St. Pankratius Bergheim-Paffendorf gegründet. In den ersten vier Jahren wurde er von der Bergheimerin Christl Betz geleitet und war ausschließlich im Rahmen von Gottesdiensten tätig.
1984 übernahm Norbert Keßler die Chorleitung, und das Betätigungsfeld des Chores weitete sich deutlich aus. Neben der musikalischen Gestaltung von Gottesdiensten in der Heimatgemeinde traten nach und nach Gottesdienstgestaltungen im Köln-Bonn-Düsseldorfer Raum hinzu. Hier sang der Chor in bedeutenden Kirchen wie dem Kölner, Essener, St. Viktor (Xanten) und dem Altenberger Dom, der Bonner Münsterbasilika, den Kölner romanischen Kirchen St. Gereon, St. Ursula und St. Aposteln und der Kölner Antoniterkirche.
Außerdem verlagerte sich der Schwerpunkt des Chores in den Konzertbereich. Seit 1985 veranstaltet der Chor jährlich zwei bis drei Konzerte, die inzwischen überregional Aufmerksamkeit erregen. Dieser Entwicklung trug der Chor dadurch Rechnung, dass er seit 2009 außerhalb lokaler und pfarrlicher Zusammenhänge als Kammerchor Rhein Erft auftritt. Diese Bezeichnung wählte der Chor, weil er von seiner Größe her – er hat durchschnittlich um die 30 Sänger – im Kammerchorbereich anzusiedeln und in der Kreisstadt des Rhein-Erft-Kreises ansässig ist.

## Repertoire
Der Chor pflegt ein Gesangsrepertoire, das den Fähigkeiten seiner Mitglieder möglichst gut angepasst ist und vor allem im kirchenmusikalischen Bereich angesiedelt ist. Er deckt mit Werken von der Gregorianik bis zur Moderne 1000 Jahre Musikgeschichte ab. Schwerpunkte der Arbeit des Chores sind zum einen die Chorwerke des Spätromantikers Josef Gabriel Rheinberger, dessen Gesamtwerk für Chor und Orgel er von 1991 bis 2011 zyklisch aufführte, sowie die Geistliche Musik Wolfgang Amadeus Mozarts, wobei er sich besonders für die seltener aufgeführten und die kleineren Werke interessiert.
Dem Chor liegen daneben selten oder nie aufgeführte Kompositionen sehr am Herzen, was sich in mehreren Ur- und modernen Erstwiederaufführungen niederschlug. So führte der Kammerchor Rhein Erft 1996 Telemanns Matthäus-Passion von 1730 erstmals wieder vollständig auf, 1994 die Kantate „Jephtas Opfer“ von Josef Gabriel Rheinberger, 2007 die Missa omnium sanctorum desselben Komponisten, 2011 die Vesperae solenissimae op. 5 von Benedikt Anton Aufschnaiter und 2016 die Missa solenne C-Dur von Giuseppe Antonio Brescianello. 2007 war er an der Uraufführung des Veni Sancte Spiritus von Andrew Moore beteiligt, das seitdem regelmäßig zu seinen „Pfingstfahrten“ gehört.
Eine Konzertreihe des Kammerchores Rhein Erft beschäftigt sich unter dem Titel „Musik zum Schnitzaltar“ mit den Bildern des Antwerpener Retabels in der Pfarrkirche St. Pankratius (Paffendorf). Neben Neujahrskantaten von Johann Sebastian Bach (4. Kantate des Weihnachtsoratoriums) und Gottfried August Homilius ist hier besonders die Aufführung der Lukas-Passion BWV 246 aus dem Notenarchiv Johann Sebastian Bachs zu nennen. Für 2020 plante der Chor (sowohl anlässlich seines 40-jährigen Bestehens als auch zum 500. Jubiläum des Paffendorfer Retabels) die Aufführung der Johannes-Passion von J. S. Bach, die wenige Tage vorher wegen Ausbruchs der COVID19-Pandemie abgesagt werden musste. 

## Konzert- und Kulturreisen
Alle zwei Jahre führt der Chor Konzert- und Kulturreisen in europäische Metropolen durch und singt dabei in bedeutenden Kirchen. Die Tradition dieser Reisen begann 1991 mit einer Paris-Reise mit einem Konzert in der Kathedrale Notre-Dame. Es schlossen sich Reisen nach Reims (Basilika Saint-Rémi), Kremsmünster (Stiftskirche Kremsmünster), ins Elsass (Abteikirche Ebersmünster) und in den Breisgau (Stephansmünster Breisach), nach München (Theatinerkirche) und Liechtenstein, nach Amiens (Kathedrale Notre-Dame) und London, nach Portugal (Basilika Nossa Senhora dos Martires) sowie nach Wien (Otto-Wagner-Kirche und Karlskirche) an. Zweimal gab der Chor Konzerte auf Katholikentagen, in Aachen (Herz-Jesu-Kirche) und in Berlin (St. Bonifatius).

## Kooperationen
Regelmäßig arbeitet der Kammerchor Rhein Erft mit anderen Chören zusammen, unter anderem mit dem Chor am Gutenberg-Gymnasium Bergheim, dem St. Remigius-Chor Bergheim, dem Chorus cum animo Düsseldorf, der Chorgemeinschaft Allegro Vivace Bad Münstereifel, der Kantorei St. Maria Königin Kerpen-Sindorf, dem Kirchenchor St. Cäcilia Walberberg und dem St. Laurence Parish Choir Upminster (London). An seinen Konzerten waren die Choralscholen des Bonner Collegium Albertinum und des Kölner Doms beteiligt. Als Orchester konnte der Chor das Gürzenich-Orchester der Stadt Köln, das Orchester der Kölner Kammermusiker, das Junge Kammerorchester Dresden, die Johann Christian Bach-Akademie und das Barockorchester Concerto con Anima verpflichten. Letzteres ist unter seiner Konzertmeisterin Ingeborg Scheerer seit 1996 regelmäßiger Partner des Chores. Für die Aufführung von Renaissance-Musik verpflichtete der Chor die Ensembles Odhecaton, Soave melodia und Ludus venti. Zahlreiche auch überregional bekannte Vokal- und Instrumentalsolisten wirkten bei den Gottesdiensten und Konzerten des Kammerchores Rhein Erft mit, unter ihnen die Organisten Wolfgang Bretschneider, Johannes Geffert und der Londoner Konzertorganist Richard Brasier.
Das Engagement des Kammerchores Rhein Erft für die geistliche Musik Rheinbergers wird von der Internationalen Josef Gabriel Rheinberger-Gesellschaft gefördert und unterstützt. 2012 sang der Chor auf Einladung der Rheinberger-Gesellschaft ein Konzert und einen Gottesdienst in Liechtenstein, Chorleiter Norbert Keßler wurde von der Gesellschaft durch Überreichung einer Gesamtausgabe der Schriften Rheinbergers für seine Rheinberger-Interpretationen geehrt. 2014 gestaltete der Kammerchor Rhein Erft das Abschlusskonzert der Köln-Bonner Rheinberger-Tage.

## Chorleiter
- Christl Betz (1980–1984)
- Norbert Keßler (seit 1984)